# Assassin's Creed III: Liberation
Assassin's Creed III: Liberation (укр. Кредо Асасина 3: Звільнення) — відеогра для консолі PlayStation Vita. Компанія Sony оголосила про вихід гри на прес-конференції E3 2012. Гра була випущена 30 жовтня 2012 разом з грою Assassin's Creed III. Перевидання гри з підзаголовком HD надійшло у продаж 14 січня для PlayStation 3 і 15 січня 2014 для Xbox 360 і PC.

## Сюжет
В Assassin's Creed III: Liberation  гравці вперше в серії зможуть пограти за жіночого персонажа. Ця цілеспрямована дівчина бореться за свободу в Новому Орлеані — місті, що розташоване на межі повстання, коли Іспанська імперія намагається ввести новий порядок та встановити свої правила. Дії гри будуть відбуватися в 18 столітті, в Новому Орлеані в 1765-1777 роках, між закінченням Франко-індіанської війни та середини війни за незалежність США. Головна героїня гри — франко-африканська дівчина-ассасин Авеліна де Гранпре. Також вона напарниця Коннора Кенуея.